# Карло Каладзе
Каладзе Карло Ражденович (груз. კარლო კალაძე, 16 (29) березня 1904, Кутаїсі — 10 грудня 1988, Тбілісі) — грузинський радянський поет, драматург, заслужений діяч мистецтв Грузинської РСР (1961).

## Біографія
У 1924 році працював редактором журналу. Він був одним із засновників групи пролетарських письменників «Пролемаф», заснованої в 1924 році. Протягом 1927—1930 років був директором театру. У 1931 році він ініціював в Кутаїсі літературну газету «Слово і діло». Член КПРС з 1939 року. Він відіграв активну роль у створенні Союзу письменників Грузії, був членом Президії цього Союзу.

## Творчість
Друкуватися почав у 1920 році. Йому належать поеми «Виклик Сходу» (1926), «Учардіоні» (1933), «Сонце сходило в диму пожарищ» (1943), «Батько» (1964), «Думи» (1970); цикли віршів, зокрема «Тільки вибране, тільки нове» (1976) — про героїв-воїнів та трудівників радянської Грузії. К. Каладзе є автором п'єс «Рогор» (1929), «Хатідже» (1933) та інших.
Україні присвятив цикл «Хіба далеко Дніпрові береги?» (1949), вірші «Леся Українка в Сурамі», «Звук пандурі», «Дні радості» та інші. Перекладав твори Т. Шевченка, Лесі Українки, І. Франка, П. Тичини, М. Рильського, М. Бажана, С. Олійника.
Нагороджений орденом Жовтневої Революції, трьома орденами Трудового Червоного Прапора, медалями.

## Українські переклади
- Рогор. — X.— К., 1932;
- Таємниця голуба: Поема. К., 1951;
- Хіба далеко Дніпрові береги? // Вінок великому Кобзареві. К., 1961;
- Назустріч весні. К., 1968;
- Грузинські вежі. К., 1978.
- Вірші у журналі «Всесвіт». 1982. № 11.